# Frits Curiel
Frederik Coenraad (Frits) Curiel (circa 1846 – 8 november 1919) was een Surinaams planter en politicus.
Hij is voorzitter van de 'Vereeniging voor den Grooten Landbouw' geweest maar was ook actief in de politiek. In 1897 werd hij bij tussentijdse verkiezingen verkozen tot lid van de Koloniale Staten. Na het overlijden in 1909 van F.C. Gefken volgde Curiel hem op als vicevoorzitter. Bij de verkiezingen van 1912 was hij niet langer herkiesbaar en daarmee eindigde in 1912 ook zijn vicevoorzitterschap.
Curiel overleed in 1919 op 73-jarige leeftijd.